# Edmond Baudoin

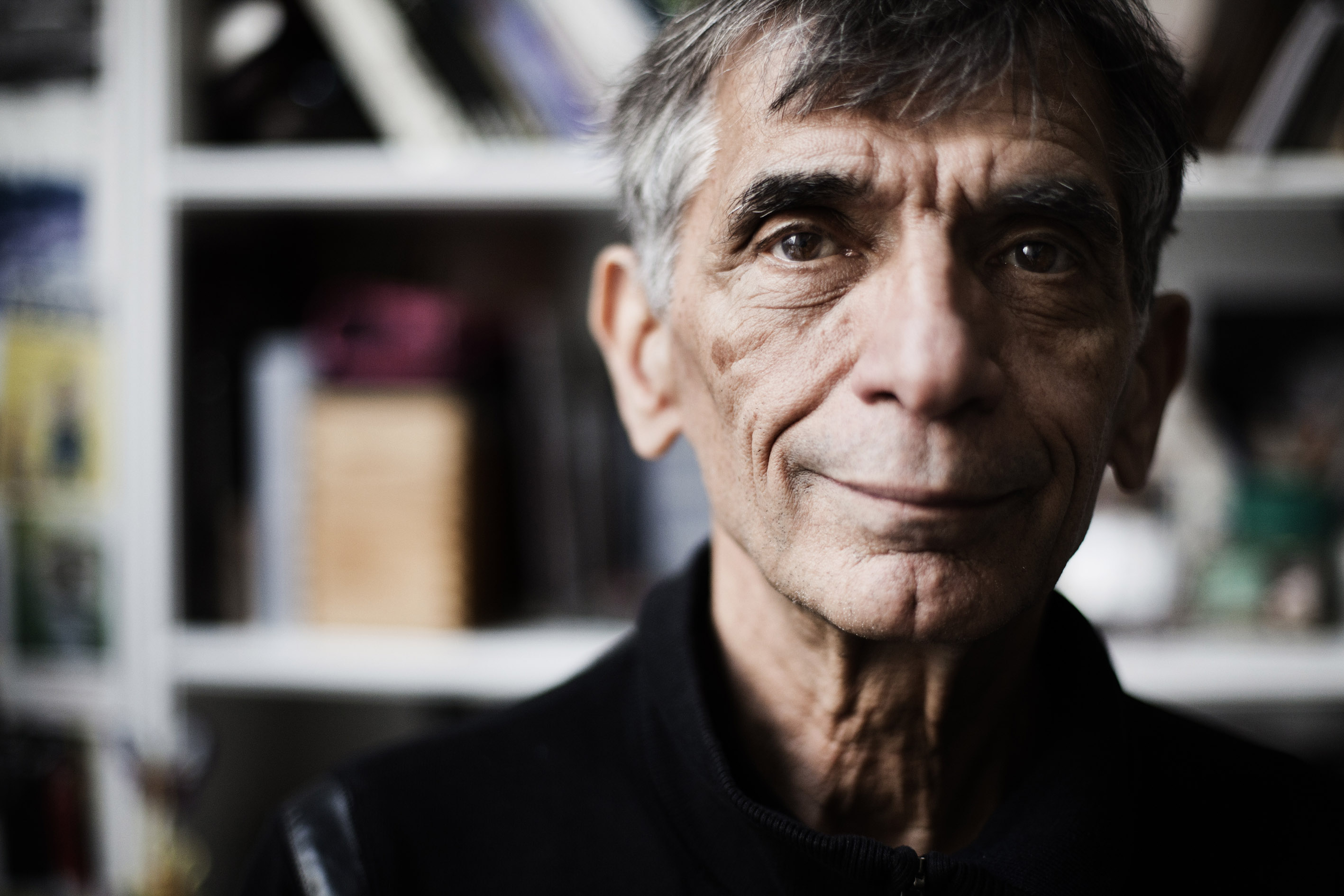
Baudoin in 2011

Edmond Baudoin (Nice, 1942) is een Franse striptekenaar. Hij tekent voornamelijk autobiografische stripverhalen in zwart-wit.
Hij werkte eerst als kaderlid in een onderneming voor in 1973 zijn eerste strip werd gepubliceerd in Le Canard sauvage. Daarna verscheen werk van hem in de striptijdschriften Circus, L'Écho des Savanes en Pilote. Vanaf 1981 werden zijn strips uitgegeven bij Glénat en daarna bij Futuropolis. Avis de recherche bij die uitgeverij maakte hij op scenario van Frank. Met diezelfde scenarist werkte Baudoin later samen bij Les humanoïdes associés. Vanaf 1988 tekende hij op scenario van Lob strips voor het tijdschrift (À Suivre) rond het personage Carla, een verleidelijke, vrouwelijke taxichauffeur.
De striproman De vier stromen, in samenwerking met Fred Vargas, won de Prix Alph-Art van beste scenario op het Internationaal stripfestival van Angoulême 2001.

## Nederlandse uitgaven
De meeste van zijn boeken worden in het Nederlands uitgegeven door uitgeverij Oog & Blik en uitgeverij Sherpa.
- De Eerste Reis
- De Reis (pocket)
- Carla
- Abbe Pierre
- Braakland
- De Huid Van De Hagedis
- De Reis
- De Tijd Verstrijkt
- De Weg van Saint-Jean
- Het Portret
- Jeanne
- Klein Zelfportret
- Opa
- Piero
- Salade Nicoise
- Vero
- De vier stromen, scenario Fred Vargas, 2006, Sherpa
- De sponzenkoopman, scenario Vargas, 2011, Sherpa
- De ogen in de muur
- De zang van de walvissen
- De kinderen van Sitting Bull (2020)

## Overige Franse uitgaven
- Travesti, L'Association, 2007
- Le petit train de la côte bleue, 6 pieds sous terre, 2007
- "Les essuie-glaces, collectie Aire Libre, Dupuis, 2006
- La patience du grand singe, met Céline Wagner, Tartamudo Editions, 2006
- Patchwork, Éditions Le 9e Monde, 2006
- L'Espignole, L'Association, 2006
- La musique du dessin, Éditions de l'An 2, 2005
- Crazyman, L'Association, 2005
- Le chant des baleines, collectie Aire Libre, Dupuis, 2005
- Araucaria, carnets du Chili, collectie Mimolette, L'Association, 2004
- Les yeux dans le mur, met Céline Wagner, collectie Aire Libre, Dupuis, 2003
- Chagrin d'Encre 2, Portfolio en serigraphie, Éditions Le 9e Monde, 1998
- Questions de dessin, Éditions de l'An 2, 2002
- Taches de Jazz, Éditions Le 9e Monde, 2002
- Chroniques de l'éphémère, 6 pieds sous terre, 1999
- Le chemin aux oiseaux, scenario Nadine Brun-Cosme, Seuil, 1999
- Chagrin d'Encre, Portfolio en serigraphie, Éditions Le 9e Monde, 1998
- Nam, collection Patte de Mouche, L'Association, 1998
- Lalin, scenario Joan Luc Sauvaigo, Z'éditions, 1997
- Derrière les fagots, Z'éditions, 1996
- Mat, Seuil, 1996
- Rachid, Seuil, 1995
- Made in U.S., collectie Patte de Mouche, L'Association, 1995
- Éloge de la poussière, collectie Eperluette, L'Association, 1995
- La mort du peintre, Z'éditions, 1995
- Le Journal du voleur, van Jean Genet, Futuropolis, 1993
- Théorème, van Pier Paolo Pasolini, Futuropolis, 1992
- Couma acò, Futuropolis, 1991 (heruitgave L'Association en 2005)
- Harrouda, scenario Tahar Ben Jelloun, Futuropolis, 1991
- Le Procès-verbal, illustraties bij roman van Jean-Marie Gustave Le Clézio, Futuropolis Gallimard, 1989
- La Croisée, scenario Frank, Les Humanoïdes Associés, 1988
- Théâtre d'Ombres, scenario Frank, Les Humanoïdes Associés, 1987
- Un Rubis sur les Lèvres, collectie Hic et Nunc, Futuropolis, 1986
- Avis de Recherche, scenario Frank, Futuropolis, 1985
- La Danse devant le Buffet, scenario Frank, Futuropolis, 1985
- Un Flip Coca, Futuropolis, 1984
- Les sentiers cimentés, Futuropolis, 1981
- Civilisation, collection Science-Fiction, Glénat, 1981